# Childia submaculatum
Childia submaculatum är en plattmaskart som först beskrevs av Westblad 1942.  Childia submaculatum ingår i släktet Childia och familjen Childiidae. Arten är reproducerande i Sverige. Inga underarter finns listade i Catalogue of Life.